# Veliki Higan
Pogorje Veliki Hingan ali pogorje Da Hingan (poenostavljeno kitajsko: 大兴安岭; tradicionalno kitajsko: 大興安嶺; pinjin: Dà Xīng'ān Lǐng [tâ ɕíŋ.án.lìŋ]) je 1200 kilometrov dolgo vulkansko gorovje v regiji Notranja Mongolija na severovzhodu Kitajske. Prvotno se je imenovalo gorovje Šianbei, kar je kasneje postalo ime severne veje Donghuja, Šianbei.

## Geografija
Pogorje se razteza na 1200 kilometrov od severa proti jugu. Je razvodje med rečnima sistemoma Nen in Songhua na vzhodu ter Amurjem in njegovimi pritoki na severozahodu.

## Prebivalstvo
Njena pobočja so razmeroma bogato pašno območje. Hitanci so živeli na vzhodnih pobočjih, preden so v 10. stoletju ustanovili dinastijo Liao. Oroqen, tunguško ljudstvo, živi vzdolž pogorja Velikega in Malega Hingana na severovzhodu Kitajske in spada med najstarejše avtohtone populacije v regiji. Na zahodnih pobočjih je živelo nomadsko ljudstvo, ki je redilo ovce in kamele ter uporabljalo mongolsko planoto za svoje pastirsko gospodarstvo.

## V leposlovju
Veliko pogorje Hingan je ključno dogajanje v znanstvenofantastičnem romanu Problem treh teles (roman) kitajskega avtorja Liuja Cixina.